# Орчуша
Орчуша (алб. Orqushë) је горанско село у Општини Гора, на Косову и Метохији. По законима привремених институција Косова ово насеље је у саставу општине Драгаш. Атар насеља се налази на територији катастарске општине Орчуша површине 442 ha. Орчуша се први пут помиње у Арханђеловској повељи српског цара Стефана Душана 1348. године. По турском попису из 1455. године у селу је било пет српских  кућа. На подручју села се налазило старо црквиште. Већину становништва чине старински родови, изузев породице Селими која је досељена из католичке области Мирдита.

## Демографија
Насеље има горанску етничку већину.
Број становника на пописима:
- попис становништва 1948. године: 415
- попис становништва 1953. године: 370
- попис становништва 1961. године: 396
- попис становништва 1971. године: 431
- попис становништва 1981. године: 427
- попис становништва 1991. године: 221

### Попис2011.
На попису становништва 2011. године, Орчуша је имала 60 становника, следећег националног састава:
| Попис 2011.‍ | Попис 2011.‍ | Попис 2011.‍ | Попис 2011.‍ | Попис 2011.‍ |
| ----------- | ----------- | ----------- | ----------- | ----------- |
|             |             |             |             |             |
| Горанци     | Горанци     |             | 60          | 100,00%     |
| укупно: 60  |             |             |             |             |